# Terre Haute
Terre Haute è una città degli Stati Uniti d'America, capoluogo della contea di Vigo nello Stato dell'Indiana. La popolazione era di 60 785 abitanti nel censimento del 2010, passati a 61 112 secondo una stima del 2012.
Nel 1871 dette i natali allo scrittore Theodore Dreiser, padre del Realismo americano.

## Università
A Terre Haute ha sede il campus dell'Indiana State University (ISU) il cui team di basket (i Sycamores) dal 1976 al 1979 ha avuto nelle sue file Larry Bird futuro campione della NBA a Boston.